# 스텝 오버
스텝 오버(Step over)는 축구 드리블 개인기이다 헛다리 짚기라는 용어로도 많이 사용되고 있다.
공 주위를 양쪽 다리로 지나치는 페인트 모션을 통해 상대 선수를 속이고 드리블 하는 기술이다.
호나우두 등이 자주 사용하는 기술이다.